# Coccoloba benitensis
Coccoloba benitensis är en slideväxtart som beskrevs av Nathaniel Lord Britton. Coccoloba benitensis ingår i släktet Coccoloba och familjen slideväxter. Inga underarter finns listade i Catalogue of Life.